# MF Nils Dacke
MF Nils Dacke – morski prom pasażersko-samochodowy (ROPAX).
Od dnia 7 stycznia 2014 r. realizuje przewozy w ramach połączeń operatora TT-Line na linii Świnoujście-Trelleborg.